# Шарль Ежен Барруа
Шарль Ежен Барруа (фр. Charles Eugene Barrois; 21 серпня 1851 — 5 листопада 1939) — французький геолог і палеонтолог.

## Життєпис
Барруа народився в Ліллі та здобув освіту в Єзуїтському коледжі Святого Йосипа в цьому місті, де він вивчав геологію під керівництвом професора Жуля Госселе.
Його першою всеосяжною роботою були Recherches sur le terrain crétacé supérieur de l'Angleterre et de l'Irlande, опубліковані в Mémoires de la societé geologique du Nord у 1876 році. У 1876 році доктор Барруа був призначений співробітником Французької геологічної служби, а в 1877 році — професором геології в Університеті Лілля. У 1936 році він був призначений членом Папської академії наук.
Досліджував крейдяні скелі Арденн і басейну Ов'єдо, Іспанія; палеозойські породи Бретані та Північної Іспанії; а на гранітних і метаморфічних породах Бретані д-р Барруа показав себе досвідченим петрологом, а також палеонтологом і польовим геологом.
У 1881 році Лондонське геологічне товариство нагородило його медаллю Бігсбі, а в 1901 році — медаллю Волластона. Він був обраний членом Інституту (Академії наук) у 1904 році та іноземним членом Лондонського королівського товариства. У 1907 році він створив Musée Houiller (Музей карбону) поряд з музеєм Gosselet у Ліллі.
Роботи Барруа охоплювали всю галузь геології, і його робота була строго-науковою та базувалася на детальних спостереженнях. Його слава поширилася на міжнародному рівні ще до того, як його визнали у власній країні, і він був відзначений багатьма європейськими та американськими академіями. У 1915 році він був обраний іноземним почесним членом Американської академії мистецтв і наук. У віці 37 років він отримав звання кавалера ордена Почесного легіону, а в 1923 році був призначений командиром.
Він помер у Сент-Женев'єв-ан-Ко і похований на Східному кладовищі в Ліллі.